# Lost Coast

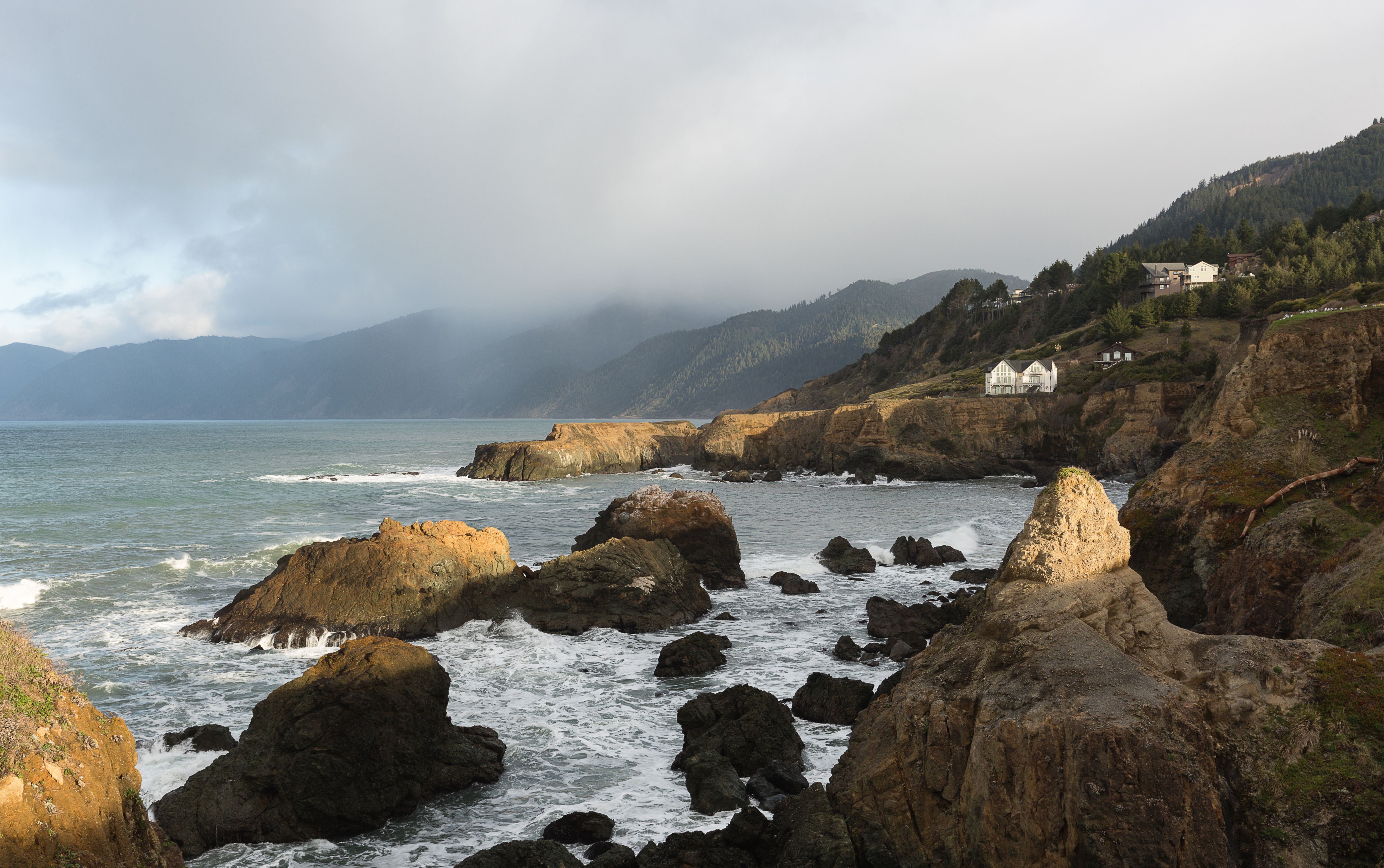
Lost Coast bij Shelter Cove, Californië

De Lost Coast is een kustregio van de Amerikaanse staat Californië. De Lost Coast omvat Mendocino County ten noorden van Rockport en ten noordwesten van Leggett en het hele zuidwesten van Humboldt County, ten zuiden van Ferndale. De Lost Coast maakt deel uit van de grotere regio North Coast, de dunbevolkte kust ten noorden van de San Francisco Bay Area. De Lost Coast is het deel van die regio met het minst economische ontwikkeling: door het steile terrein is er geen state highway of county road aangelegd. De regio heeft haar inwoneraantal bovendien zien dalen sinds de jaren 1930. De weinige gemeenschappen die er zijn, zijn Honeydew, Petrolia, Shelter Cove en Whitethorn - een voor een afgelegen dorpjes. Een groot deel van de kust behoort sinds 1970 tot de King Range National Conservation Area. In Mendocino County is er het Sinkyone Wilderness State Park.